# Phù não do độ cao
Phù não độ cao lớn (tiếng Anh: High altitude cerebral edema, viết tắt HACE) là một dạng rất nghiêm trọng và có thể gây chết người của chứng say độ cao. Trong trường hợp này, các mô não bị sưng phồng lên do thể dịch bị rò rỉ ra ngoài và nó gần như thường là kết quả của chứng say núi cấp tính (acute mountain sickness - AMS). Vì vậy, triệu chứng của phù não độ cao lớn bao hàm cả nhiều triệu chứng của say độ cao cấp tính, như là hoa mắt, chóng mặt, buồn nôn, mất ngủ, yếu mệt trong người; ngoài ra còn có thêm triệu chứng đau đầu, mất điều hòa, và giảm dần mức độ tỉnh táo tỉ như mất phương hướng, mất trí nhớ, bị ảo giác, có hành vi bất thường, và hôn mê. Trong trường hợp bất đồng ngôn ngữ, chứng phù não có thể được nhận diện nếu như người bị nghi vấn được yêu cầu (bằng lời nói hoặc ngôn ngữ cơ thể) đi bộ theo một đường thẳng.
Chứng phù não độ cao lớn thật ra hoàn toàn có thể được ngăn ngừa, nguyên do là nó thường chỉ xảy ra khi bệnh nhân cố tiếp tục leo lên các độ cao lớn hơn khi các triệu chứng say độ cao cấp tính đã biểu hiện (một trường hợp ngoại lệ là bệnh nhân bị kẹt trên một nơi quá cao - thường là hơn 8.000 mét - trong một thời gian quá dài, nhất là khi không mang theo bình dưỡng khí). Tính chất nguy hiểm của chứng phù não độ cao lớn là, bệnh nhân thường có xu hướng không nhận ra rằng minh đang có nguy cơ bị phù não và xem nhẹ các triệu chứng, và họ thường không chịu cho người khác chữa trị cho đến khi các triệu chứng trở nên quá nghiêm trọng, ví dụ như khi người bệnh đã ngã quỵ dọc đường. Một số trường hợp nhanh chóng dẫn đến hôn mê sâu và tử vong nếu không được can thiệp kịp thời. Việc cung cấp ôxi và thuốc (tỉ như dexamethasone) có thể tạm thời làm giảm bớt triệu chứng và được xem là biện pháp cấp thời để cứu mạng bệnh nhân. Túi bội áp được cho là công cụ chữa trị hiệu quả khi sử dụng kết hợp với dexamethasone và, nếu như xét trong mặt bằng chung về chi phí và khối lượng hành lý chuẩn bị cho các cuộc leo núi, được đánh giá là không quá đắt hay quá nặng (15 lbs). Sau khi được sơ cứu, các bệnh nhân thường được khuyên là nên được đưa về các trung tâm y tế để được chữa trị dứt điểm.

## Triệu chứng
Nhìn chung các triệu chứng thường thấy của chứng phù não độ cao lớn là:
- Rối loạn tâm thần
- Thay đổi dị thường trong hành vi
- Mệt mỏi
- Mất điều hòa
- Nói khó khăn
- Nôn mửa
- Ảo giác
- Mất thị giác
- Bị tê liệt các chi
- Tai biến ngập máu
- Bất tỉnh
- Liệt toàn thân
- Hôn mê